# Игрим
Игри́м — посёлок городского типа в Берёзовском районе Ханты-Мансийского автономного округа — Югры Тюменской области России. Административный центр городского поселения Игрим.

## География
Игрим расположен на правом берегу реки Северной Сосьвы, ниже устья реки Малой Сосьвы.

## Прежние имена
Егрим, Ягрим, юрты Игрюмские, Егрим-нел, Игрим-Луговой, Игрим-Ледник, Игрим-Горный.

## История
Название Игрим произошло из мансийского языка. По одной версии «югрим, юхрим» означает тетеревиный ток, по другой происходит от слова «ягр» — озеро.
Поселение основано в 1902 году купцом Бешкильцевым на левом берегу реки Северной Сосьвы, однако упоминания о посёлке встречается в официальных документах XIX века. Основным занятием жителей было рыболовство. В начале 1930-х годов ссыльными на правом берегу Северной Сосьвы был построен посёлок Игрим-Ледник, где находились рыбозавод и его ледник. В 1950 году Игрим-Луговой (Зырянский) прекратил своё существование. Частые наводнения смыли Игрим-Ледник. Началась история Игрима-Горного. Современный Игрим был построен в 1950-х годах юго-восточнее Игрима-Ледника на горе и ранее назывался Игримом-Горным. Большая часть посёлка была построена в 1970-1980-х годах на месте лесов и осушенных болот. С 1960-х годов по 2000-е годы посёлок увеличился в размерах примерно в пять раз в направлении на северо-восток, в три раза на север и в два на восток.
В 1926 году Игрим входил в Берёзовский совет, в 1932 году был образован Анеевский сельский совет, позже в 1959 г. переименованный в Игримский сельский совет. 3 декабря 1964 года Игрим получил статус рабочего посёлка, был создан Игримский поселковый Совет.
В 1959−1961 гг. в окрестностях посёлка было разведано несколько крупных газовых месторождений. Эксплуатация Северо-Игримского месторождения начата в 1966 году с целью обеспечить посёлок Игрим газом, но всего три года спустя началась разработка игримских месторождений с подачей газа в газопровод Игрим — Пунга, в дальнейшем его продолжили до Серова. С этого времени  велось активное развитие посёлка.

## Население
| 1970  | 1979  | 1989    | 2002  | 2009  | 2010  | 2012  | 2013  | 2014  |
| ----- | ----- | ------- | ----- | ----- | ----- | ----- | ----- | ----- |
| 4352  | ↗9121 | ↗11 093 | ↘9362 | ↘8885 | ↘8775 | ↘8470 | ↘8175 | ↘7952 |
| 2015  | 2016  | 2017    | 2020  | 2021  |       |       |       |       |
| ↘7861 | ↘7649 | ↘7477   | ↘7226 | ↗7246 |       |       |       |       |

## Экономика
Большая часть населения занята в газовой отрасли (ООО «Газпром Трансгаз Югорск), а также РЭБ флота филиал ПАО «Газпром спецгазавтотранс».

## Социальная сфера
В Игриме три детских сада, детская школа искусств, детско-юношеский центр, две средние общеобразовательные школы, политехнический колледж (основан в 1983 году, как филиал Берёзовского Дома пионеров, статус колледжа получен в 2005 году), городская и детская библиотеки, Дом культуры, молодёжный центр, выставочный зал (открыт в 1984 году, новое здание построено в 2006 году), культурно-оздоровительный комплекс, дворец спорта для детей и юношества, спорткомплекс «Юность».
Хоккейная команда Игрима «Айсберг» играет во второй лиге российского первенства (в 2006 году стали бронзовыми призёрами).
Игримская районная больница № 2, как первое медицинское учреждение в Игриме основано в 1951 году. В своём составе имеет стационар на 100 коек круглосуточного пребывания, поликлинику на 245 посещений в смену, отделение скорой и неотложной медицинской помощи, клинико-диагностическую лабораторию, рентгенологическую службу, кабинеты ультразвуковой, функциональной и эндоскопической диагностик. Тем не менее, квалифицированных медицинских работников в больнице не хватает, по сообщениям с официального сайта Игримской больницы, штат медицинских работников укомплектован только на 50 %. Среди медперсонала очень мало молодых специалистов.
В Игриме установлен памятник Герою Советского Союза Гавриилу Епифановичу Собянину.
Построен храм в честь Преображения Господня.
15 января 2021 года в Игриме открыт 222-й магазин Нижнетагильского филиала сети «Магнит», а также «Магнит Косметик».

## Транспорт
Имеется речной порт. Аэропорт с грунтовой ВПП длиной 2030 м (Код аэропорта USHI), Выполняются рейсы Игрим — Берёзово, Игрим — Ханты-Мансийск, Игрим — Тюмень. Автомобильной дорогой местного значения Игрим связан с деревней Нижние Нарыкары (35 км). В холодное время года действуют зимники и автобусное сообщение до пгт. Приобье, пгт. Берёзово, п. Светлого и других населённых пунктов Берёзовского района. Планируется строительство автомобильных дороги круглогодичного пользования: Берёзово — Игрим — Приобье, Игрим — Саранпауль.

## Климат
Игрим относится к районам Крайнего Севера.
Климат умеренно континентальный. Зима суровая, в основном безветренная, продолжающаяся шесть−семь месяцев. Лето относительно тёплое, но быстротечное.
| Показатель              | Янв.  | Фев.  | Март | Апр. | Май | Июнь | Июль | Авг. | Сен. | Окт. | Нояб. | Дек.  | Год  |
| ----------------------- | ----- | ----- | ---- | ---- | --- | ---- | ---- | ---- | ---- | ---- | ----- | ----- | ---- |
| Средняя температура, °C | −21,4 | −18,9 | −9,1 | −3,8 | 4,4 | 14,0 | 17,9 | 13,5 | 7,1  | −0,6 | −10,9 | −17,8 | −1,8 |
| Источник: World Climate |       |       |      |      |     |      |      |      |      |      |       |       |      |

Метели в Игриме крайне редки, даже сильный мороз за счёт этого легко переносим человеком. Иногда они могут достигать -50 градусов и ниже, однако такие температуры в последние годы редкость. Летом температура в конце июня и до конца июля может доходить до +35 °С. Впрочем, ночью высокая температура резко снижается до +15...+20 °С. Белые ночи наблюдаются с середины мая по 20-е числа июля.
Зимой, в декабре-январе, очень часты колебания температуры с мороза до оттепели за одну ночь ≈ от −40 °С до −2...0 °С). В последнее время замечено потепление климата, так по сравнению с 1980-ми годами, количество дней с сильными морозами заметно меньше.

## Русская православная церковь
- Церковь в честь Преображения Господня. Освящена в сентябре 2012 года[17]